# Bernoulli törvénye
Bernoulli törvénye azt mondja ki, hogy egy közeg áramlásakor (a közeg lehet például víz, de levegő is) a sebesség növelése a nyomás csökkenésével jár. Például, ha valaki egy papírlapot tart vízszintesen tartott tenyere alá és ujjai közé fúj, a papírlap a tenyeréhez tapad. Ennek oka, hogy a levegő sebessége a papír és tenyere közötti résben felgyorsul, nyomása lecsökken, a lap alatti nyomás azt a tenyeréhez szorítja. A Bernoulli-törvény pontosabban azt mondja ki, hogy áramló közegben egy áramvonal mentén a különböző energia-összetevők összege állandó. A törvényt a holland-svájci matematikus és természettudós Daniel Bernoulliról nevezték el, noha ezt már korábban felismerte a szintén bázeli Leonhard Euler és mások.

## Bernoulli egyenletei
A Bernoulli-egyenleteknek két különböző formája van, az egyik összenyomhatatlan közeg áramlására, a másik összenyomható közeg áramlására alkalmazható.

### Összenyomhatatlan közeg
Állandó földi nehézségi gyorsulás esetén (ezzel számolhatunk a Földön kis magasságkülönbségek mellett) az eredeti alak:
{\displaystyle {v^{2} \over 2}+gh+{p \over \rho }=\mathrm {konstans} }
v = közeg sebessége az áramvonal mentén
g = földi nehézségi gyorsulás
h = magasság tetszőleges ponttól a gravitáció irányában
p = nyomás az áramvonal mentén
{\displaystyle \rho } = a közeg sűrűsége
A fenti egyenlet érvényességének feltétele:
- Viszkozitás (belső súrlódás) nélküli közeg
- Stacionárius, vagy időben állandósult áramlás
- Összenyomhatatlan közeg; {\displaystyle \rho } = állandó az áramvonal mentén. Megengedett azonban, hogy a sűrűség az egyes áramvonalak között változzék.
- Általában az egyenlet egy adott áramvonal mentén érvényes. Állandó sűrűségű potenciálos áramlás esetén azonban igaz az áramlás minden pontjára.

A nyomás csökkenését a sebesség növekedésével, ahogy az a fenti egyenletből következik, Bernoulli törvényének szokás hívni.
Az egyenletet ebben az alakjában először Leonhard Euler vezette le.

### Összenyomható közeg
Az egyenlet általánosabb alakja összenyomható közegekre írható fel, amely esetben egy áramvonal mentén:
{\displaystyle {v^{2} \over 2}+\phi +w=\mathrm {konstans} }
ahol
{\displaystyle \phi \,} = az egységnyi tömegre eső helyzeti energia, {\displaystyle \phi =gh\,} állandó nehézségi gyorsulás esetén
{\displaystyle w\,} = a közeg egységnyi tömegére eső entalpiája
Megjegyezzük, hogy
{\displaystyle w=\epsilon +{\frac {p}{\rho }}} ahol {\displaystyle \epsilon \,} a közeg egységnyi tömegére eső termodinamikai energia, vagy fajlagos belső energiája.
A jobb oldalon szereplő konstanst gyakran Bernoulli-állandónak hívják és {\displaystyle b}-vel jelölik.
Állandósult súrlódásmentes adiabatikus áramlás esetén (nincs energiaforrás vagy nyelő) {\displaystyle b} állandó bármely adott áramvonal mentén.
Amikor egy lökéshullám jelentkezik, a lökéshullámon áthaladva a Bernoulli-egyenlet több paramétere hirtelen változást szenved, de maga a Bernoulli-szám változatlan marad.

### Levezetése

#### Összenyomhatatlan közegre
Összenyomhatatlan közegre a Bernoulli-egyenletet az Euler-egyenletek integrálásával vagy az energiamegmaradás törvényéből lehet levezetni, amit egy áramvonal mentén két keresztmetszetre kell alkalmazni, elhanyagolva a viszkozitást és a hőhatásokat.
A legegyszerűbb levezetésnél először a gravitációt is figyelmen kívül hagyjuk és csak a szűkülő és bővülő szakaszok hatását vizsgáljuk egy egyenes csőben. Legyen az x tengely a cső tengelye is egyben.
Egy folyadékrész mozgásegyenlete a cső tengelye mentén:
{\displaystyle m{\frac {\operatorname {d} v}{\operatorname {d} t}}=F}
{\displaystyle \rho A\operatorname {d} x{\frac {\operatorname {d} v}{\operatorname {d} t}}=-A\operatorname {d} p}
{\displaystyle \rho {\frac {dv}{dt}}=-{\frac {dp}{dx}}}
Állandósult áramlás esetén {\displaystyle v=v(x)}, így
{\displaystyle {\frac {dv}{dt}}={\frac {dv}{dx}}{\frac {dx}{dt}}={\frac {dv}{dx}}v={\frac {d}{dx}}{\frac {v^{2}}{2}}}
Ha {\displaystyle \rho } állandó, a mozgásegyenletet így lehet írni:
{\displaystyle {\frac {d}{dx}}\left(\rho {\frac {v^{2}}{2}}+p\right)=0}
vagy
{\displaystyle {\frac {v^{2}}{2}}+{\frac {p}{\rho }}=C}
ahol a {\displaystyle C} állandó, ezt néha Bernoulli-állandónak hívják. Látható, hogy ha a sebesség nő, a nyomás csökken. A fenti levezetés folyamán nem hivatkoztunk az energiamegmaradás elvére. Az energiamegmaradást a mozgásmennyiség egyenletének egyszerű átalakításából kaptuk. Az alábbi levezetés tartalmazza a gravitáció figyelembevételét és nem egyenesvonalú áramlás esetén is fennáll, de fel kell tételeznünk, hogy az áramlás súrlódásmentes, nincsenek energiaveszteséget okozó erőhatások.

Egy folyadékrész balról jobbra áramlik. Feltüntettük a nyomást, a magasságot, a sebességet, egy idő alatt megtett (s) utat és a keresztmetszet területét

A munkatételt, avagy a kinetikai energia elvét alkalmazva írható:
a közegre ható erők eredőjének munkája = kinetikai energia megváltozása
A nyomáskülönbségből származó erők munkája:
{\displaystyle F_{1}s_{1}-F_{2}s_{2}=p_{1}A_{1}v_{1}\Delta t-p_{2}A_{2}v_{2}\Delta t.\;}
A nehézségi erő munkája:
{\displaystyle mgh_{1}-mgh_{2}=\rho gA_{1}v_{1}\Delta th_{1}-\rho gA_{2}v_{2}\Delta th_{2}\;}
A kinetikai energia növekedése:
{\displaystyle {\frac {1}{2}}mv_{2}^{2}-{\frac {1}{2}}mv_{1}^{2}={\frac {1}{2}}\rho A_{2}v_{2}\Delta tv_{2}^{2}-{\frac {1}{2}}\rho A_{1}v_{1}\Delta tv_{1}^{2}.}
A fentieket összevetve:
{\displaystyle p_{1}A_{1}v_{1}\Delta t-p_{2}A_{2}v_{2}\Delta t+\rho gA_{1}v_{1}\Delta th_{1}-\rho gA_{2}v_{2}\Delta th_{2}={\frac {1}{2}}\rho A_{2}v_{2}\Delta tv_{2}^{2}-{\frac {1}{2}}\rho A_{1}v_{1}\Delta tv_{1}^{2}}
vagy
{\displaystyle {\frac {\rho A_{1}v_{1}\Delta tv_{1}^{2}}{2}}+\rho gA_{1}v_{1}\Delta th_{1}+p_{1}A_{1}v_{1}\Delta t={\frac {\rho A_{2}v_{2}\Delta tv_{2}^{2}}{2}}+\rho gA_{2}v_{2}\Delta th_{2}+p_{2}A_{2}v_{2}\Delta t.}
Mindkét oldalt elosztva {\displaystyle \Delta t}-vel, {\displaystyle \rho }-val és {\displaystyle A_{1}v_{1}}-val (= térfogatáram = {\displaystyle A_{2}v_{2}}, mivel a közeg összenyomhatatlan):
{\displaystyle {\frac {v_{1}^{2}}{2}}+gh_{1}+{\frac {p_{1}}{\rho }}={\frac {v_{2}^{2}}{2}}+gh_{2}+{\frac {p_{2}}{\rho }}}
vagy, ahogy az első pontban állítottuk:
{\displaystyle {\frac {v^{2}}{2}}+gh+{\frac {p}{\rho }}=C}
Leosztva  g-vel:
{\displaystyle {\frac {v^{2}}{2g}}+h+{\frac {p}{\rho g}}=C}
Egy h magasságból szabadon eső test végsebessége (vákuum esetében):
{\displaystyle v={\sqrt {{2g}{h}}}} vagy {\displaystyle h={\frac {v^{2}}{2g}}}.
A {\displaystyle {\frac {v^{2}}{2g}}} kifejezést sebesség magasságnak hívják.
A hidrosztatikai nyomás vagy statikus magasság definíciója:
{\displaystyle p=\rho gh\,}, vagy {\displaystyle h={\frac {p}{\rho g}}}.
A {\displaystyle {\frac {p}{\rho g}}} kifejezést nyomásmagasságnak is hívják.

#### Összenyomható közegekre
Összenyomható közegre a levezetés hasonló. A levezetésben ismét felhasználjuk (1) a tömeg és (2) az energia megmaradását. A tömeg megmaradása azt jelenti, hogy a fenti ábrán az {\displaystyle A_{1}} és az {\displaystyle A_{2}} keresztmetszeten a {\displaystyle \Delta t} időintervallum alatt átáramló közeg tömege egyenlő:
{\displaystyle 0=\Delta M_{1}-\Delta M_{2}=\rho _{1}A_{1}v_{1}\,\Delta t-\rho _{2}A_{2}v_{2}\,\Delta t}.
Az energia megmaradását hasonló módon alkalmazzuk: feltételezzük, hogy az áramcső térfogatában az {\displaystyle A_{1}} és {\displaystyle A_{2}} keresztmetszet között az energia változása kizárólag a két határkeresztmetszeten beáramló és eltávozó energiától függ. Egyszerűbben szólva feltételezzük, hogy belső energiaforrás (például rádióaktív sugárzás, vagy kémiai reakció) vagy energiaelnyelés nem áll fenn. Az összenergia változása tehát nulla lesz:
{\displaystyle 0=\Delta E_{1}-\Delta E_{2}\,}
ahol {\displaystyle \Delta E_{1}} és {\displaystyle \Delta E_{2}} az energia mennyisége, amely az {\displaystyle A_{1}} keresztmetszeten beáramlik és a {\displaystyle A_{2}} keresztmetszeten távozik.
A bejövő energia a közeg mozgási energiája, a közeg gravitációs helyzeti energiájának, a közeg termodinamikai energiájának és a {\displaystyle p\,dV} mechanikai munka alakjában jelentkező energiájának az összege:
{\displaystyle \Delta E_{1}=\left[{\frac {1}{2}}\rho _{1}v_{1}^{2}+\phi _{1}\rho _{1}+\epsilon _{1}\rho _{1}+p_{1}\right]A_{1}v_{1}\,\Delta t}
Hasonló összefüggést lehet felírni a {\displaystyle \Delta E_{2}}-re is.
Így behelyettesítve a {\displaystyle 0=\Delta E_{1}-\Delta E_{2}} ezt kapjuk:
{\displaystyle 0=\left[{\frac {1}{2}}\rho _{1}v_{1}^{2}+\phi _{1}\rho _{1}+\epsilon _{1}\rho _{1}+p_{1}\right]A_{1}v_{1}\,\Delta t-\left[{\frac {1}{2}}\rho _{2}v_{2}^{2}+\phi _{2}\rho _{2}+\epsilon _{2}\rho _{2}+p_{2}\right]A_{2}v_{2}\,\Delta t}
amit így át lehet alakítani:
{\displaystyle 0=\left[{\frac {1}{2}}v_{1}^{2}+\phi _{1}+\epsilon _{1}+{\frac {p_{1}}{\rho _{1}}}\right]\rho _{1}A_{1}v_{1}\,\Delta t-\left[{\frac {1}{2}}v_{2}^{2}+\phi _{2}+\epsilon _{2}+{\frac {p_{2}}{\rho _{2}}}\right]\rho _{2}A_{2}v_{2}\,\Delta t}
Felhasználva a korábbi összefüggést a tömeg megmaradásra, így lehet egyszerűsíteni:
{\displaystyle {\frac {1}{2}}v^{2}+\phi +\epsilon +{\frac {p}{\rho }}={\rm {konstans}}\equiv b}
Ez a Bernoulli-egyenlet összenyomható közegre.